# Denominare

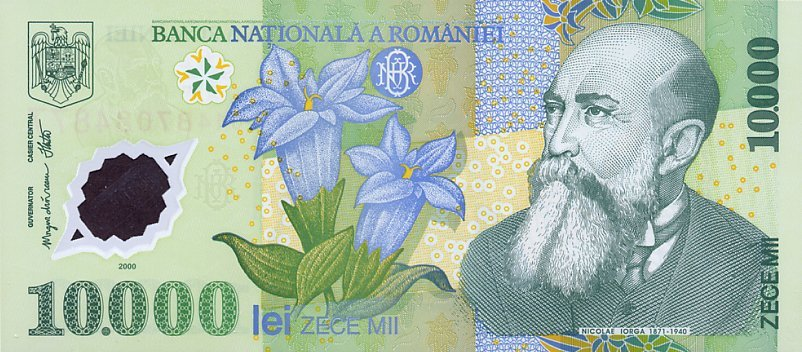

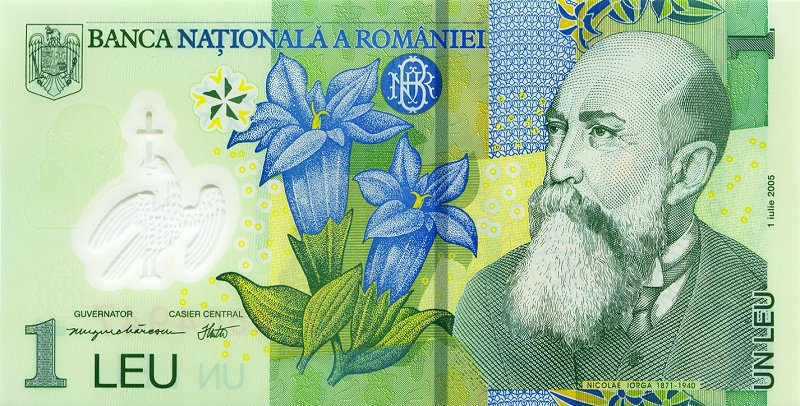
Legea nr. 348/2004 privind denominarea monedei naționale stabilește că la data de 1 iulie 2005, moneda națională a României, leul, va fi denominată astfel încât 10.000 lei vechi, aflați în circulație la această dată, vor fi preschimbați pentru 1 leu nou.

Denominarea  este procedeul prin care se reduce valoarea nominală a unor însemne monetare. Procedeul este numit popular și „tăierea zerourilor”. Acest lucru se practică atunci când sumele de bani devin foarte mari în valoare absolută, din cauza inflației.
Denominarea nu trebuie confundată cu stabilizarea monetară, care este o acțiune de stopare a inflației ce presupune încetarea emisiunii de sume bănești excedentare și eliminarea surplusului de bani din circulație. În timp de denominarea este o simplă operațiune aritmetică, stabilizarea este o măsură cu efecte mai profunde, însoțită de obicei de interdicția de a schimba sume de bani în noua monedă peste o limită stabilită de lege. 
Leul românesc a trecut prin mai multe etape de stabilizare (o așa-numită „reformă monetară”) imediat după cel de-al doilea război mondial în 1947 și 1952 care au sărăcit populația și au creat un lanț de sinucigași datorită desfășurării acestui proces peste noapte, fără măsuri elementare de protejare a valorii relative.
La 1 iulie 2005, după 15 ani de inflație ridicată, leul a fost denominat, astfel încât 10.000 de lei vechi (simbol bancar ROL) au devenit 1 leu nou (simbol bancar RON).
Turcia a trecut la începutul anului 2005 printr-o denominare. Rusia a trecut în 1998 printr-o denominare, reducându-se trei zerouri.